# Pieter Pool
Pieter Pool (Nieuwe Niedorp, 6 december 1863 – Alkmaar, 1 september 1935) was een Nederlandse biljarter. Hij nam in de seizoenen 1927–1928 en 1929–1930 deel aan het Nederlands kampioenschap driebanden in de ereklasse.

## Deelname aan Nederlandse kampioenschappen in de Ereklasse
| Nr. | Kampioenschap        | Plaats   | Klassering | Alg. gemiddelde |
| --- | -------------------- | -------- | ---------- | --------------- |
| 1.  | Driebanden 1927–1928 | Den Haag | 8e         | 0,415           |
| 2.  | Driebanden 1929–1930 | Haarlem  | 2e         | 0,460           |